# Turn- und Sportverein 07/10 Schloß Neuhaus 1982-1983
Questa voce raccoglie le informazioni riguardanti il Turn- und Sportverein 07/10 Schloß Neuhaus nelle competizioni ufficiali della stagione 1982-1983.

## Stagione
Nella stagione 1982-1983 il Schloss Neuhaus, allenato da Fritz Grösche, Jan Liberda e Norbert Wagner, concluse il campionato di 2. Bundesliga al 20º posto. In Coppa di Germania il Schloss Neuhaus fu eliminato al primo turno dall'Ulma.

## Rosa
| N. |                     | Ruolo | Calciatore           |
| -- | ------------------- | ----- | -------------------- |
|    | Germania (bandiera) | P     | Ulrich Greifenberg   |
|    | Germania (bandiera) | P     | Paul Hesselbach      |
|    | Germania (bandiera) | P     | Karsten Lange        |
|    | Germania (bandiera) | D     | Werner Gans          |
|    | Germania (bandiera) | D     | Karl-Heinz Neukirch  |
|    | Spagna (bandiera)   | D     | Pedro Aguilar        |
|    | Germania (bandiera) | D     | Günther Rybarczyk    |
|    | Germania (bandiera) | D     | Klaus Schmidt        |
|    | Germania (bandiera) | D     | Oswald Semlits       |
|    | Germania (bandiera) | D     | Jürgen Sobieray      |
|    | Germania (bandiera) | D     | Berthold Strathaus   |
|    | Germania (bandiera) | C     | Norbert Dölitzsch    |
|    | Germania (bandiera) | C     | Werner Drews         |
|    | Germania (bandiera) | C     | Hans-Günter Etterich |

| N. |                        | Ruolo | Calciatore        |
| -- | ---------------------- | ----- | ----------------- |
|    | Germania (bandiera)    | C     | Wolfgang Grübel   |
|    | Germania (bandiera)    | C     | Helmut Hartmann   |
|    | Inghilterra (bandiera) | C     | Peter Hobday      |
|    | Germania (bandiera)    | C     | Hermann Hummels   |
|    | Germania (bandiera)    | C     | Peter Krobbach    |
|    | Germania (bandiera)    | C     | Reiner Polder     |
|    | Polonia (bandiera)     | C     | Jerzy Wyrobek     |
|    | Germania (bandiera)    | A     | Dieter Dannenberg |
|    | Germania (bandiera)    | A     | Johann Kriar      |
|    | Germania (bandiera)    | A     | Bernd Krumbein    |
|    | Germania (bandiera)    | A     | Frank Kunkel      |
|    | Germania (bandiera)    | A     | Siegfried Maronna |
|    | Germania (bandiera)    | A     | Werner Schuck     |
|    | Polonia (bandiera)     | A     | Albin Wira        |

## Organigramma societario
Area tecnica
- Allenatore: Norbert Wagner
- Allenatore in seconda:
- Preparatore dei portieri:
- Preparatori atletici:

## Calciomercato

### Sessione estiva
| Acquisti | Acquisti          | Acquisti            | Acquisti |
| R.       | Nome              | da                  | Modalità |
| -------- | ----------------- | ------------------- | -------- |
| A        | Albin Wira        | Ruch Chorzów        |          |
| P        | Paul Hesselbach   | Borussia M'gladbach |          |
| C        | Peter Krobbach    | Arminia Bielefeld   |          |
| C        | Norbert Dölitzsch | Arminia Hannover    |          |
| C        | Hermann Hummels   | Hammer              |          |
| A        | Bernd Krumbein    | Arminia Bielefeld   |          |
| D        | Pedro Aguilar     | Schalke 04 II       |          |
| D        | Oswald Semlits    | Viktoria Colonia    |          |
| D        | Jürgen Sobieray   | Borussia Dortmund   |          |
| C        | Jerzy Wyrobek     | Ruch Chorzów        |          |

| Cessioni | Cessioni      | Cessioni          | Cessioni |
| R.       | Nome          | a                 | Modalità |
| -------- | ------------- | ----------------- | -------- |
| C        | Klaus Bergter | Eintracht Heessen |          |

### Sessione invernale
| Acquisti | Acquisti | Acquisti | Acquisti |
| R.       | Nome     | da       | Modalità |
| -------- | -------- | -------- | -------- |

| Cessioni | Cessioni | Cessioni | Cessioni |
| R.       | Nome     | a        | Modalità |
| -------- | -------- | -------- | -------- |

## Risultati

### 2. Bundesliga

#### Girone di andata
| Arbitro: | Zimmermann |

|  |           |                      |
|  | Marcatori | 87’ Makan 89’ Bührer |

| Arbitro: | Kautschor |

|             |           |               |
| Schäfer 56’ | Marcatori | 68’ Dölitzsch |

| Arbitro: | Neuner |

|                                             |           |  |
| Schulzke 23’ Schulz 47’ Meisel 68’ Besl 73’ | Marcatori |  |

| Arbitro: | Wippker |

|            |           |                            |
| Polder 82’ | Marcatori | 22’ Höfer 68’ Michelberger |

| Arbitro: | Walz |

|             |           |                |
| Weigert 68’ | Marcatori | 83’ Dannenberg |

| Arbitro: | Kasperowski |

|          |           |  |
| Kriar 8’ | Marcatori |  |

| Arbitro: | Brehm |

|                                           |           |                     |
| Balewski 4’, 7’ Steinhauer 16’ Langer 58’ | Marcatori | 15’, 26’ Dannenberg |

| Arbitro: | Mierswa |

|            |           |                                        |
| Schuck 58’ | Marcatori | 2’ Feilzer 51’ Puszamszies 70’ Hofmann |

| Arbitro: | Michel |

|             |           |  |
| Dörmann 17’ | Marcatori |  |

| Arbitro: | Redelfs |

|                                |           |              |
| Dannenberg 15’, 89’ Polder 60’ | Marcatori | 25’ Dollmann |

| Arbitro: | Boos |

|                                   |           |                                    |
| Grabosch 49’, 67’, 74’ Werres 79’ | Marcatori | 32’ Krobbach 70’ (rig.) Dannenberg |

| Arbitro: | Assenmacher |

|            |           |                                                           |
| Schuck 83’ | Marcatori | 3’ (rig.), 23’ Eymold 38’ Pallaks 78’ Traser 90’ Nordgren |

| Arbitro: | Ermer |

|                                                                      |           |                       |
| Schatzschneider 19’, 74’ Gorski 45’ Goll 72’ Scholz 75’ Hartmann 82’ | Marcatori | 89’ (rig.) Dannenberg |

| Arbitro: | Horeis |

|                                            |           |            |
| Dannenberg 76’ (rig.) Kriar 82’ Schuck 85’ | Marcatori | 79’ Dohmen |

| Arbitro: | Hellwig |

|                                     |           |                 |
| Willkomm 9’ Steubing 14’ Winkel 67’ | Marcatori | 44’, 54’ Schuck |

| Arbitro: | Heitmann |

|               |           |           |
| Dölitzsch 80’ | Marcatori | 88’ Weber |

| Arbitro: | Niebergall |

|                                                        |           |  |
| Gorka 8’ Demange 54’, 60’ Wegmann 73’ Gundersdorff 77’ | Marcatori |  |

| Arbitro: | Uhlig |

|  |           |                |
|  | Marcatori | 12’ Struckmann |

| Arbitro: | Retzmann |

|                                            |           |                       |
| Lehmann 18’ (rig.) Gerber 49’ Kostedde 65’ | Marcatori | 37’ (rig.) Dannenberg |

#### Girone di ritorno
| Arbitro: | Brückner |

|                                    |           |  |
| Bührer 45’ Dickgießer 53’ Linz 67’ | Marcatori |  |

| Arbitro: | Roth |

|                              |           |                                                  |
| Dölitzsch 41’ Dannenberg 67’ | Marcatori | 13’ Jurgeleit 68’ (rig.) Schäfer 81’ Klinkhammer |

| Arbitro: | Werner |

|               |           |            |
| Dannenberg 8’ | Marcatori | 14’ Ludwig |

| Arbitro: | Bodmer |

|                           |           |               |
| Michelberger 46’ Bein 55’ | Marcatori | 22’ Dölitzsch |

| Arbitro: | Roth |

|                          |           |  |
| Dannenberg 24’ Kriar 47’ | Marcatori |  |

| Arbitro: | Messmer |

|                           |           |           |
| Kirschner 62’ Schwarz 82’ | Marcatori | 18’ Kriar |

| Arbitro: | Eschweiler |

|                       |           |                     |
| Dannenberg 15’ (rig.) | Marcatori | 24’ Langer 58’ Bals |

| Arbitro: | Boos |

|                                   |           |  |
| Szech 36’ Hofmann 62’ Feilzer 88’ | Marcatori |  |

| Arbitro: | Correll |

|                                          |           |            |
| Dannenberg 11’ (rig.), 60’ Dölitzsch 52’ | Marcatori | 53’ Thomas |

| Arbitro: | Michel |

|                                                       |           |           |
| Dreher 7’, 77’ Täuber 14’, 35’ (rig.), 80’ Merkle 25’ | Marcatori | 60’ Kriar |

| Arbitro: | Puchalski |

|            |           |                     |
| Hobday 62’ | Marcatori | 40’ Schatzschneider |

| Arbitro: | Zimmermann |

|                                        |           |                      |
| Pallaks 10’, 35’ Traser 20’ Eymold 60’ | Marcatori | 42’ Schuck 90’ Kriar |

| Arbitro: | Clajus |

|            |           |            |
| Schuck 14’ | Marcatori | 61’ Gorski |

| Arbitro: | Walz |

|                                                                  |           |  |
| Mattern 9’, 45’, 69’, 87’ (rig.) Dohmen 15’ Trapp 56’ Nehoda 90’ | Marcatori |  |

| Arbitro: | Diekert |

|  |           |                                                          |
|  | Marcatori | 20’ Siewert 26’ Willkomm 49’, 56’ (rig.) Džoni 88’ Drews |

| Arbitro: | Brückner |

|  |           |                                 |
|  | Marcatori | 78’ (aut.) Seelmann 90’ Aguilar |

| Arbitro: | Gschwender |

|             |           |  |
| Aguilar 49’ | Marcatori |  |

| Arbitro: | Kautschor |

|                    |           |                            |
| Wohlfarth 21’, 33’ | Marcatori | 34’ Dannenberg 68’ Schmidt |

| Arbitro: | Diekert |

|            |           |            |
| Semlits 1’ | Marcatori | 7’ Bittner |

### Coppa di Germania
| Arbitro: | Scheuerer |

|                                     |           |            |
| Brunnenkan 13’ Steer 53’ Beller 82’ | Marcatori | 44’ Schuck |

## Statistiche

### Statistiche di squadra
| Competizione      | Punti | In casa | In casa | In casa | In casa | In casa | In casa | In trasferta | In trasferta | In trasferta | In trasferta | In trasferta | In trasferta | Totale | Totale | Totale | Totale | Totale | Totale | DR  |
| Competizione      | Punti | G       | V       | N       | P       | Gf      | Gs      | G            | V            | N            | P            | Gf           | Gs           | G      | V      | N      | P      | Gf     | Gs     | DR  |
| ----------------- | ----- | ------- | ------- | ------- | ------- | ------- | ------- | ------------ | ------------ | ------------ | ------------ | ------------ | ------------ | ------ | ------ | ------ | ------ | ------ | ------ | --- |
| 2. Bundesliga     | 22    | 19      | 6       | 5       | 8       | 24      | 31      | 19           | 1            | 3            | 15           | 19           | 61           | 38     | 7      | 8      | 23     | 43     | 92     | -49 |
| Coppa di Germania | -     | 0       | 0       | 0       | 0       | 0       | 0       | 1            | 0            | 0            | 1            | 1            | 3            | 1      | 0      | 0      | 1      | 1      | 3      | -2  |
| Totale            | 22    | 19      | 6       | 5       | 8       | 24      | 31      | 20           | 1            | 3            | 16           | 20           | 64           | 39     | 7      | 8      | 24     | 44     | 95     | -51 |

### Andamento in campionato
| Giornata  | 1  | 2  | 3  | 4  | 5  | 6  | 7  | 8  | 9  | 10 | 11 | 12 | 13 | 14 | 15 | 16 | 17 | 18 | 19 | 20 | 21 | 22 | 23 | 24 | 25 | 26 | 27 | 28 | 29 | 30 | 31 | 32 | 33 | 34 | 35 | 36 | 37 | 38 |
| --------- | -- | -- | -- | -- | -- | -- | -- | -- | -- | -- | -- | -- | -- | -- | -- | -- | -- | -- | -- | -- | -- | -- | -- | -- | -- | -- | -- | -- | -- | -- | -- | -- | -- | -- | -- | -- | -- | -- |
| Luogo     | C  | T  | T  | C  | T  | C  | T  | C  | T  | C  | T  | C  | T  | C  | T  | C  | T  | C  | T  | T  | C  | C  | T  | C  | T  | C  | T  | C  | T  | C  | T  | C  | T  | C  | T  | C  | T  | C  |
| Risultato | P  | N  | P  | P  | N  | V  | P  | P  | P  | V  | P  | P  | P  | V  | P  | N  | P  | P  | P  | P  | P  | N  | P  | V  | P  | P  | P  | V  | P  | N  | P  | N  | P  | P  | V  | V  | N  | N  |
| Posizione | 17 | 17 | 18 | 18 | 18 | 16 | 16 | 18 | 18 | 18 | 19 | 19 | 19 | 18 | 18 | 18 | 18 | 19 | 20 | 20 | 20 | 20 | 20 | 20 | 20 | 20 | 20 | 20 | 20 | 20 | 20 | 20 | 20 | 20 | 20 | 20 | 20 | 20 |

Legenda:

Luogo: C = Casa; T = Trasferta. Risultato: V = Vittoria; N = Pareggio; P = Sconfitta.

### Statistiche dei giocatori
| Giocatore      | 2. Bundesliga | 2. Bundesliga | 2. Bundesliga | 2. Bundesliga | Coppa di Germania | Coppa di Germania | Coppa di Germania | Coppa di Germania | Totale   | Totale | Totale      | Totale     |
| Giocatore      | Presenze      | Reti          | Ammonizioni   | Espulsioni    | Presenze          | Reti              | Ammonizioni       | Espulsioni        | Presenze | Reti   | Ammonizioni | Espulsioni |
| -------------- | ------------- | ------------- | ------------- | ------------- | ----------------- | ----------------- | ----------------- | ----------------- | -------- | ------ | ----------- | ---------- |
| P. Aguilar     | 27            | 2             | 5             | 1             | 0                 | 0                 | 0                 | 0                 | 27       | 2      | 5           | 1          |
| D. Dannenberg  | 35            | 16            | 1             | 0             | 1                 | 0                 | 0                 | 0                 | 36       | 16     | 1           | 0          |
| W. Drews       | 3             | 0             | 1             | 0             | 1                 | 0                 | 1                 | 0                 | 4        | 0      | 2           | 0          |
| N. Dölitzsch   | 36            | 5             | 2             | 0             | 1                 | 0                 | 0                 | 0                 | 37       | 5      | 2           | 0          |
| H. Etterich    | 4             | 0             | 1             | 0             | 1                 | 0                 | 0                 | 1                 | 5        | 0      | 1           | 1          |
| W. Gans        | 19            | 0             | 3             | 0             | 1                 | 0                 | 0                 | 0                 | 20       | 0      | 3           | 0          |
| U. Greifenberg | 27            | 0             | 1             | 0             | 1                 | 0                 | 0                 | 0                 | 28       | 0      | 1           | 0          |
| W. Grübel      | 26            | 0             | 3             | 0             | 0                 | 0                 | 0                 | 0                 | 26       | 0      | 3           | 0          |
| H. Hartmann    | 5             | 0             | 0             | 0             | 0                 | 0                 | 0                 | 0                 | 5        | 0      | 0           | 0          |
| P. Hesselbach  | 9             | 0             | 0             | 0             | 0                 | 0                 | 0                 | 0                 | 9        | 0      | 0           | 0          |
| P. Hobday      | 31            | 1             | 6             | 0             | 1                 | 0                 | 0                 | 0                 | 32       | 1      | 6           | 0          |
| H. Hummels     | 11            | 0             | 2             | 0             | 0                 | 0                 | 0                 | 0                 | 11       | 0      | 2           | 0          |
| J. Kriar       | 33            | 6             | 8             | 0             | 1                 | 0                 | 0                 | 0                 | 34       | 6      | 8           | 0          |
| P. Krobbach    | 14            | 1             | 2             | 0             | 0                 | 0                 | 0                 | 0                 | 14       | 1      | 2           | 0          |
| B. Krumbein    | 8             | 0             | 1             | 0             | 0                 | 0                 | 0                 | 0                 | 8        | 0      | 1           | 0          |
| F. Kunkel      | 15            | 0             | 6             | 0             | 0                 | 0                 | 0                 | 0                 | 15       | 0      | 6           | 0          |
| K. Lange       | 2             | 0             | 0             | 0             | 0                 | 0                 | 0                 | 0                 | 2        | 0      | 0           | 0          |
| S. Maronna     | 4             | 0             | 0             | 0             | 0                 | 0                 | 0                 | 0                 | 4        | 0      | 0           | 0          |
| K. Neukirch    | 13            | 0             | 2             | 0             | 0                 | 0                 | 0                 | 0                 | 13       | 0      | 2           | 0          |
| R. Polder      | 24            | 2             | 1             | 0             | 1                 | 0                 | 0                 | 0                 | 25       | 2      | 1           | 0          |
| G. Rybarczyk   | 4             | 0             | 0             | 0             | 1                 | 0                 | 0                 | 0                 | 5        | 0      | 0           | 0          |
| K. Schmidt     | 7             | 1             | 2             | 0             | 0                 | 0                 | 0                 | 0                 | 7        | 1      | 2           | 0          |
| W. Schuck      | 27            | 7             | 4             | 0             | 1                 | 1                 | 0                 | 0                 | 28       | 8      | 4           | 0          |
| O. Semlits     | 37            | 1             | 1             | 0             | 1                 | 0                 | 0                 | 0                 | 38       | 1      | 1           | 0          |
| J. Sobieray    | 18            | 0             | 2             | 0             | 0                 | 0                 | 0                 | 0                 | 18       | 0      | 2           | 0          |
| B. Strathaus   | 14            | 0             | 2             | 0             | 1                 | 0                 | 0                 | 0                 | 15       | 0      | 2           | 0          |
| A. Wira        | 15            | 0             | 1             | 0             | 0                 | 0                 | 0                 | 0                 | 15       | 0      | 1           | 0          |
| J. Wyrobek     | 24            | 0             | 3             | 0             | 0                 | 0                 | 0                 | 0                 | 24       | 0      | 3           | 0          |